# Sam Dunn
Sam Dunn (ur. 20 marca 1974 w Toronto) – kanadyjski muzyk, reżyser filmowy oraz antropolog. Absolwent University of Victoria i York University.
Jest współtwórcą wyróżnionego nagrodą Gemini (Best Writing in a Documentary Program or Series) filmu dokumentalnego Metal: A Headbanger’s Journey poświęconemu muzyce heavymetalowej. W 2009 roku otrzymał SXSW Viewers Choice Award za obraz Iron Maiden: Flight 666. Z kolei rok później otrzymał nagrodę publiczności podczas Tribeca Film Festival za dokument Rush: Beyond The Lighted Stage.
Jako muzyk współpracował z zespołami Burn to Black, Dementia oraz Fungkus w których grał na gitarze basowej.

## Filmografia
| Tytuł                                                                                      | Rok  | Uwagi                                     | Uwagi                                                                         | Źródło        |
| ------------------------------------------------------------------------------------------ | ---- | ----------------------------------------- | ----------------------------------------------------------------------------- | ------------- |
| "Metal: A Headbanger’s Journey"                                                            | 2005 | reżyseria i scenariusz; film dokumentalny | Gemini Award 2007 (Best Writing in a Documentary Program or Series)           | [ 6 ] [ 7 ]   |
| "Global Metal"                                                                             | 2008 | reżyseria i scenariusz; film dokumentalny |                                                                               | [ 6 ] [ 8 ]   |
| "Iron Maiden: Flight 666" (Iron Maiden)                                                    | 2009 | reżyseria i scenariusz; film dokumentalny | SXSW Viewers Choice Award 2009                                                | [ 6 ] [ 9 ]   |
| "Joe Bonamassa:Live From the Royal Albert Hall" (Joe Bonamassa)                            | 2009 | reżyseria; koncert                        |                                                                               | [ 6 ]         |
| "Rush: Beyond The Lighted Stage" (Rush)                                                    | 2010 | reżyseria i scenariusz; film dokumentalny | Tribeca Film Festival 2010 (Audience Award) Juno Award 2011 (DVD of the Year) | [ 10 ]        |
| "Metal Evolution"                                                                          | 2011 | reżyseria; serial dokumentalny            | Nominacja – Gemini Award 2011 (Best Documentary Program or Series)            | [ 6 ]         |
| "Time Machine 2011: Live in Cleveland" (Rush)                                              | 2011 | reżyseria; film dokumentalny              | Nominacja – Juno Award 2012 (DVD of the Year)                                 | [ 11 ]        |
| "Motorhead The Wörld Is Ours: Vol 1 - Everywhere Further Than Everyplace Else" (Motörhead) | 2011 | reżyseria; koncert                        |                                                                               | [ 6 ]         |
| "En Vivo!" (Iron Maiden)                                                                   | 2012 | reżyseria; koncert                        |                                                                               | [ 6 ]         |
| "Metal Evolution"                                                                          | 2014 | reżyseria; serial dokumentalny            |                                                                               | [ 6 ]         |
| "Super Duper Alice Cooper" (Alice Cooper)                                                  | 2014 | reżyseria; film dokumentalny              | Canadian Screen Award 2015 (Best Feature-Length Documentary)                  | [ 12 ] [ 13 ] |